# Sala (architettura)
Una sala è una stanza destinata ad un'attività collettiva.

## Tipologie

### Sala da pranzo
Una sala da pranzo è una sala adibita alla consumazione collettiva del pranzo. Di norma nella sala da pranzo sono presenti uno o più tavoli, ed eventualmente delle sedie o delle panche. La sala da pranzo si può trovare ad esempio in un ristorante, ma anche in un'abitazione.

### Sala delle riunioni
Una sala delle riunioni è una sala adibita alla riunione di più individui per gli scopi più vari. Ad esempio per conversare o per assistere ad una conferenza. La sala delle riunioni si può trovare ad esempio in un'azienda. Nella sala delle riunioni di un'azienda si svolgono riunioni di lavoro.

### Sala d'attesa
Una sala d'attesa è una sala adibita all'attesa di svolgere un'attività. Di norma nella sala d'attesa sono presenti sedie, poltrone, divani, panche (o solo alcuni di essi). La sala d'attesa si può trovare ad esempio in un aeroporto o in qualunque altro servizio pubblico. Nella sala d'attesa dell'aeroporto si attende di salire sull'aeromobile e di volare con esso.

### Sala di lettura
Una sala di lettura è una sala adibita alla lettura. Di norma nella sala di lettura sono presenti sedie, poltrone, divani, panche, tavoli (o solo alcuni di essi). La sala di lettura si può trovare ad esempio in una biblioteca.

### Sala cinematografica

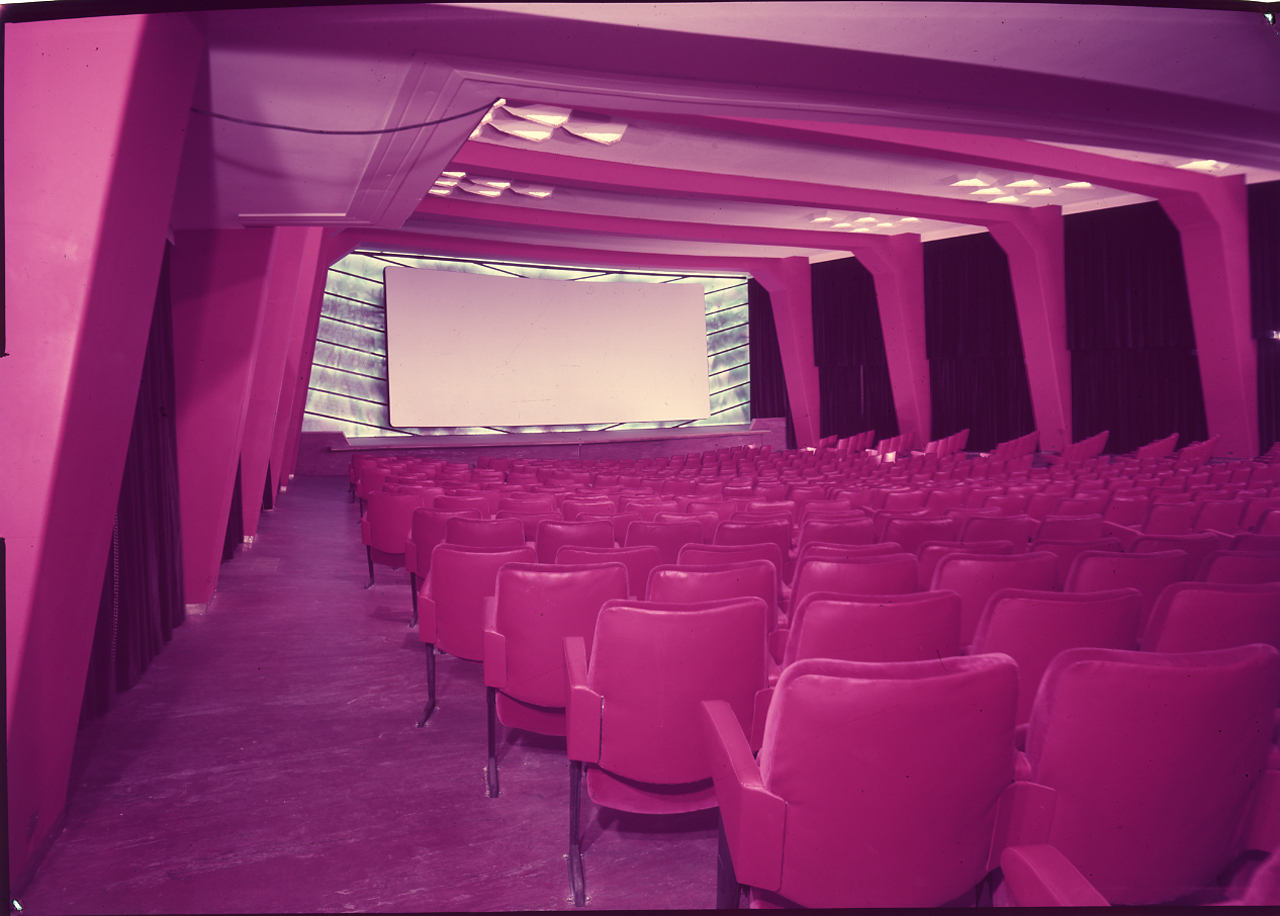
Sala cinematografica del cinema Ambasciatori di Milano, architetto Eugenio Gerli. Foto di Paolo Monti, 1970

Una sala cinematografica è una sala adibita alla visione delle immagini di opere cinematografiche. La sala cinematografica può essere privata o pubblica. La sala cinematografica privata può essere allestita ad esempio in una abitazione privata. La sala cinematografica pubblica viene allestita nei cinema.

### Sala stampa
Una sala stampa è una sala, allestita vicino ad un luogo dove si svolge un evento di rilevanza mediatica, nella quale i giornalisti della carta stampata redigono i propri articoli su tale evento. A tal fine, nella sala stampa di norma sono presenti tavoli e sedie.

### Salone di casa
Il salone o salotto è la stanza più pregiata della casa. È una stanza che può essere arredata con mobili eleganti, moderni e di valore. È utilizzata principalmente per accogliere gli ospiti.

### Soggiorno
Il soggiorno è la sala della casa in cui ha luogo gran parte delle attività familiari.

### Sala operatoria
Una stanza presente di norma negli ospedali, nella quale viene praticata l'attività di chirurgia. Al suo interno è garantita una costante bassa carica microbica.

### Sala ristoro
Una stanza dove i dipendenti possono prendersi una pausa dal proprio lavoro. Può contenere distributori automatici, tavoli e sedie.

### Sala da poker
Una stanza dotata di tavoli appositi per giocare a carte.

### Sala d'esame (in uno studio medico)
Gli studi medici sono il luogo principale in cui vengono fornite le cure ambulatoriali e spesso sono il primo posto in cui una persona malata si rivolgerebbe alle cure, tranne in caso di emergenza, nel qual caso si andrebbe al pronto soccorso di un ospedale. Essi contengono le sale d'esame, ossia stanze dove avvengono esami medici di vario tipo.

### Sala server
Generalmente climatizzata, è dedicata al funzionamento continuo dei server dei computer. Un intero edificio o stazione dedicata a questo scopo è un data center.

### Sala macchine
Su una nave, la sala macchine è il vano dove si trovano i macchinari per la propulsione marina.

### Sala da biliardo
Sala adibita per i giocatori di biliardo. Presente in luoghi pubblici (come i bar) o privati.

### Sala ristorazione o sala bar
Sala adibita per i clienti di un bar o di un ristorante.

### Sala da tè
Una sala da tè può essere una stanza messa da parte in un hotel soprattutto per servire il tè pomeridiano, o può essere uno stabilimento che serve solo tè alla crema.

### Sala da ballo
Una grande sala all'interno di un edificio il cui scopo principale è quello di organizzare balli.

### Sala TV o sala proiezione
Contiene sedie per la visione della TV o un filmato proiettato, presente ad esempio nelle carceri e nelle scuole.

### Sala controllo
Sala che contiene schermi collegati alle telecamera di una trasmissione televisiva. Può essere chiamata sala controllo anche una stanza adibita alla sicurezza nelle aziende, con gli schermi collegate alle telecamere di sicurezza.

### Sala fumatori
Sala che si trova nei locali pubblici adibita per i fumatori.

### Sala musica
Sala adibita a prove musicali, a volte che ospita strumenti musicali quando non viene utilizzata.

### Sala slot
Sala pubblica o privata che contiene slot machine.

### Sala giochi
Sala pubblica o privata che contiene videogiochi.

### Sala di ricevimento
Stanza adibita al ricevimento di persone importanti o di invitati ad eventi come matrimoni, battesimi e così via.

### Sala d'ingresso
Grande sala d’ingresso e di sosta in locali come club e alberghi, in edifici pubblici, in case signorili.

## Galleria d'immagini

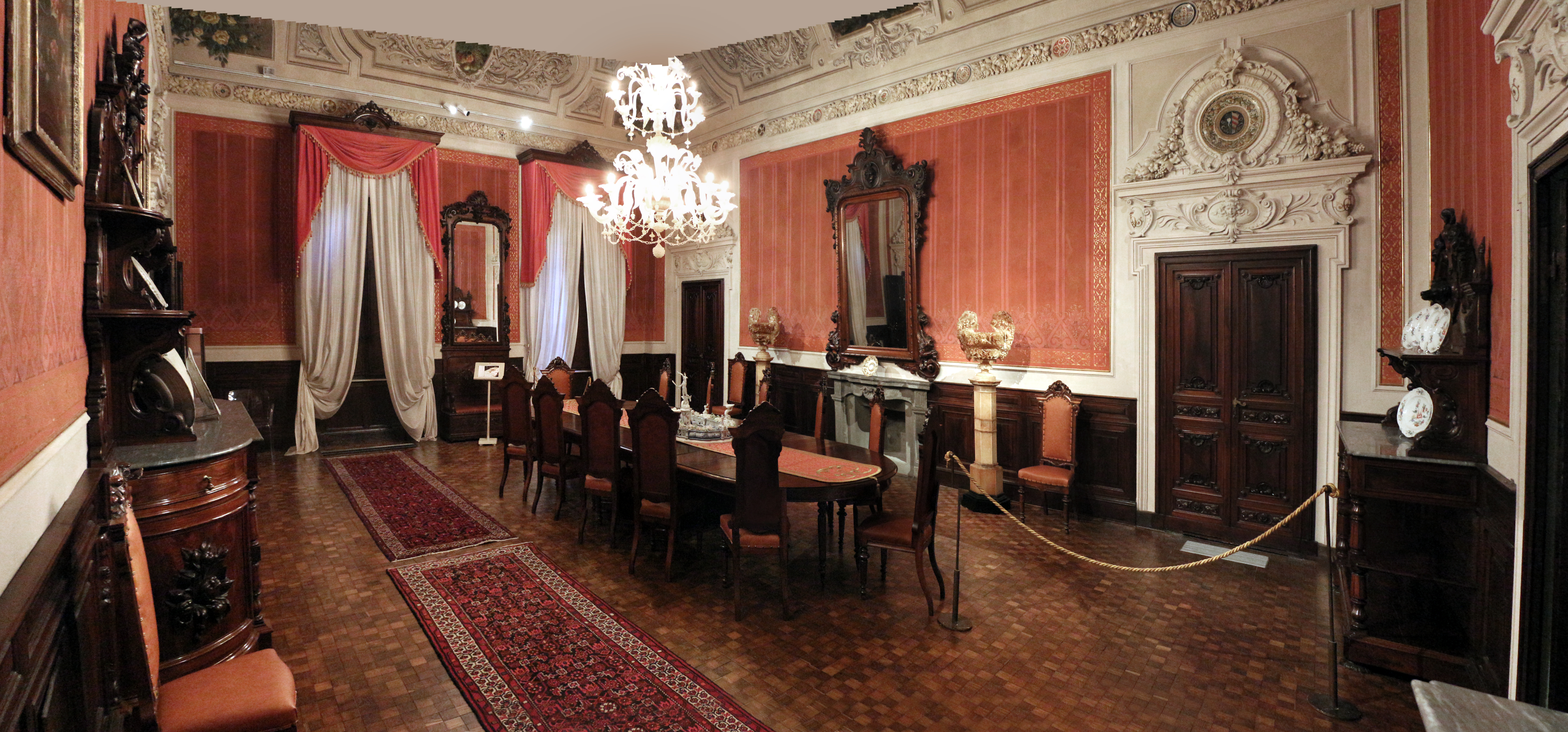
La sala da pranzo del Palazzo blu a Pisa
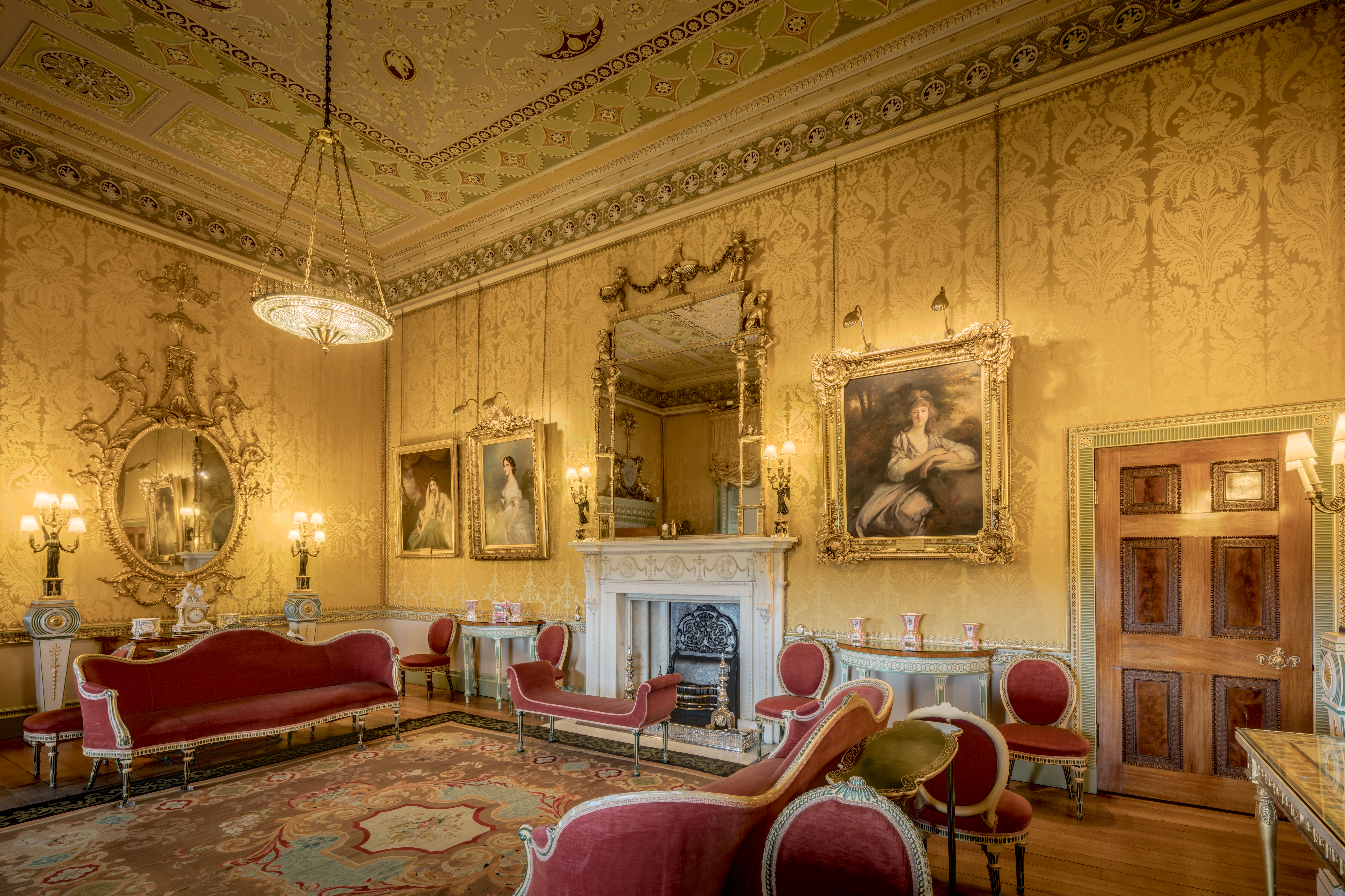
Harewood House, salotto, Regno Unito
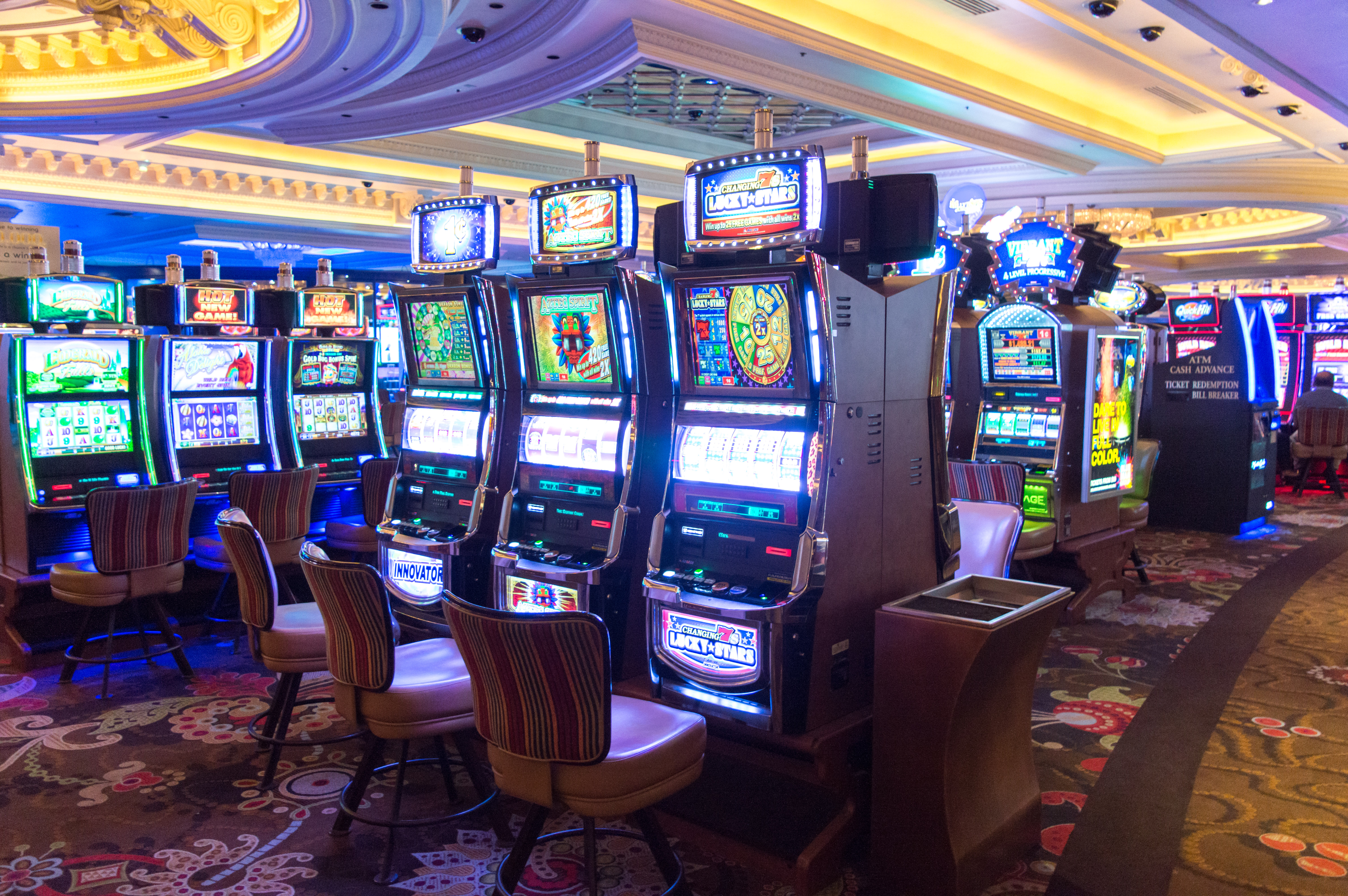
Sala slot machine all'hotel Monte Carlo, Las Vegas
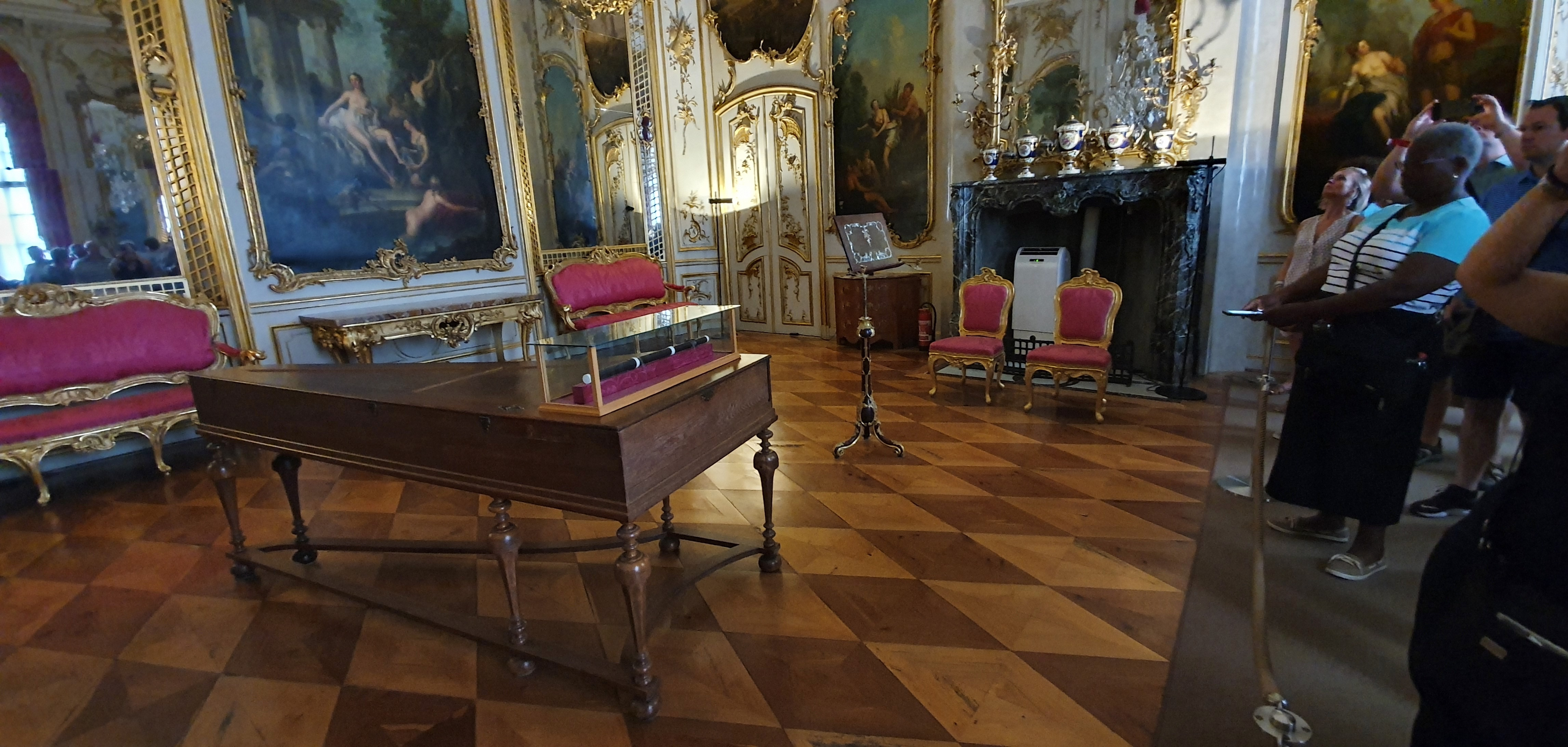
Sala musica all'interno dello Schloss Sanssouci a Potsdam
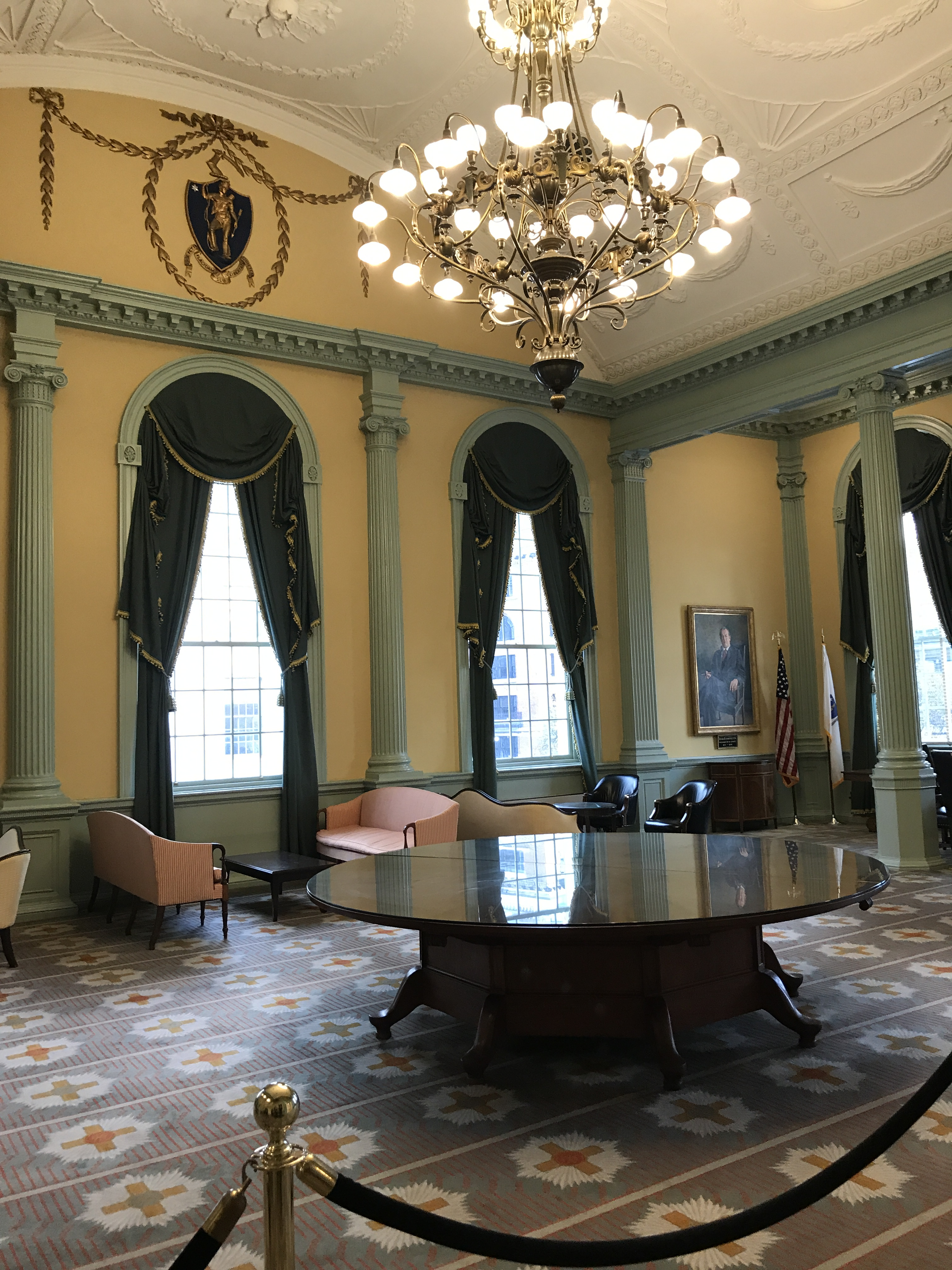
Sala di ricevimento del Senato della Massachusetts State House
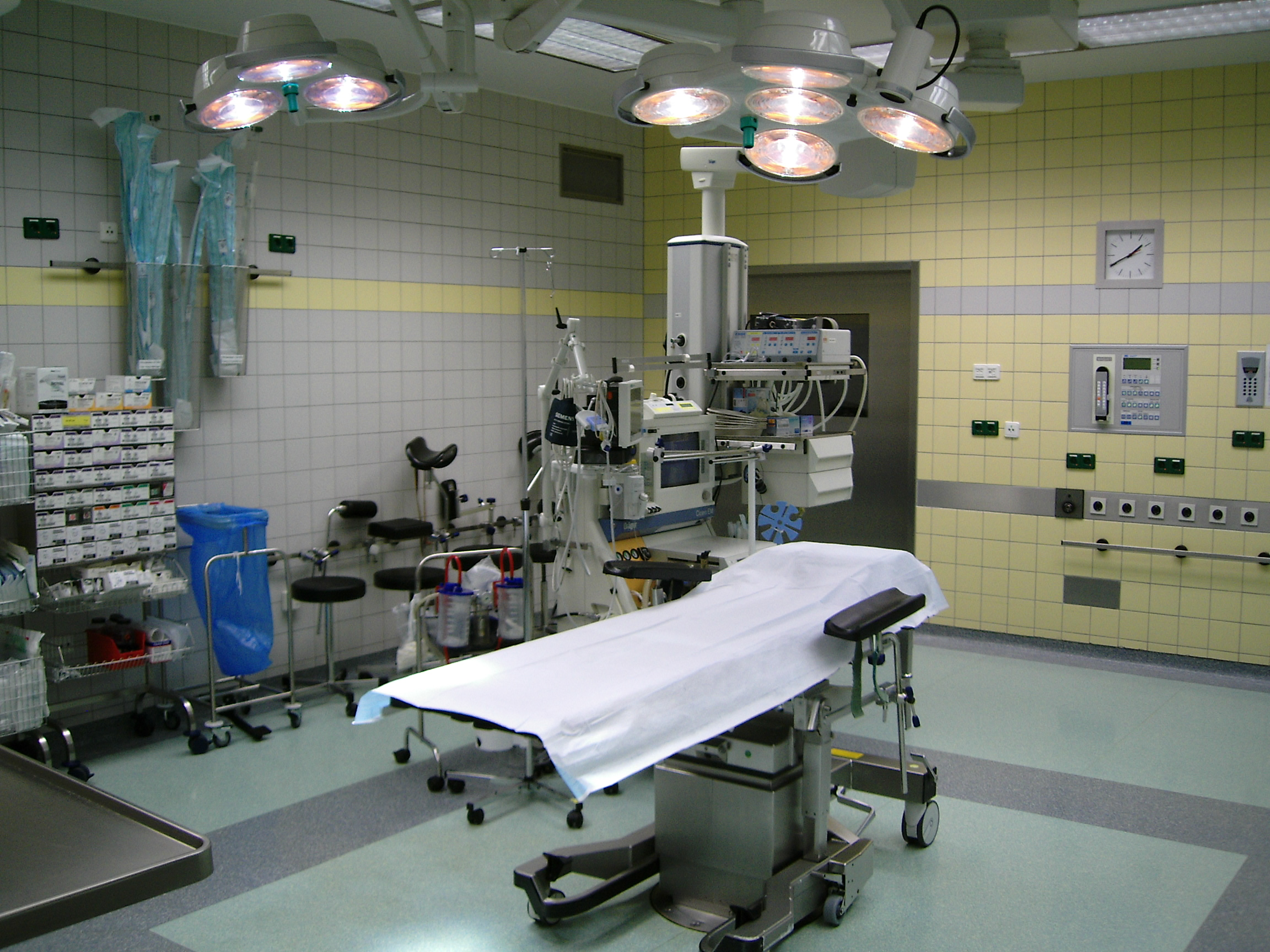
Moderna sala operatoria
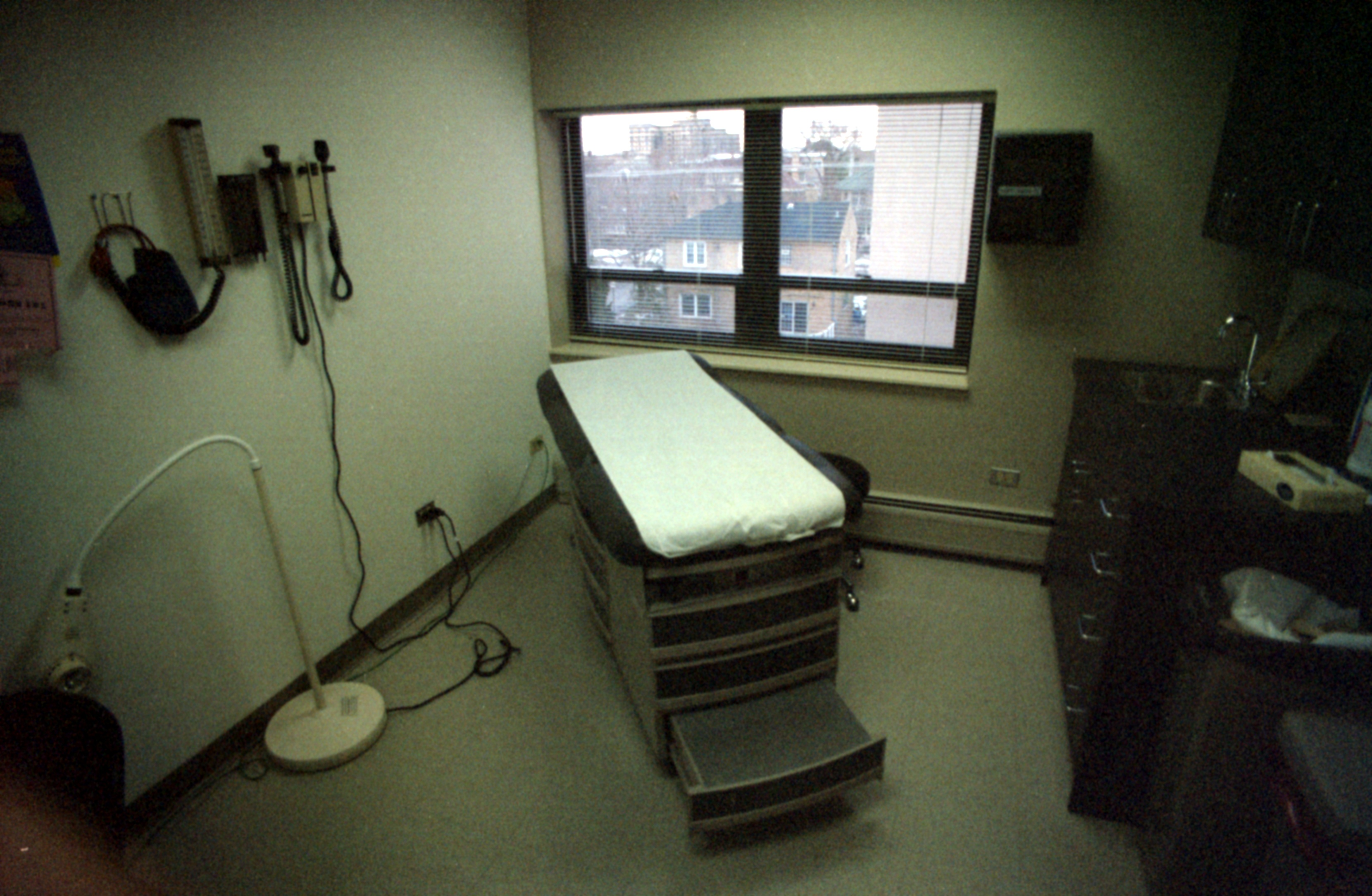
Una tipica sala d'esame in uno studio medico.